# Docalidia spendlovei
Docalidia spendlovei är en insektsart som beskrevs av Nielson 1979. Docalidia spendlovei ingår i släktet Docalidia och familjen dvärgstritar. Inga underarter finns listade i Catalogue of Life.